# RTL Kettő
Ne doit pas être confondu avec RTL ZWEI.
RTL II est une chaîne de télévision généraliste commerciale privée hongroise du groupe Magyar RTL Televízió Rt. créée le 1er octobre 2012.
La chaine change de nom et de logo le 28 octobre 2022  pour devenir : RTL Kettő (RTL2).

## Histoire de la chaîne
En Septembre 2011, Magyar RTL Televízió Rt. lance un projet nommé RTL2 qui vise à créer une nouvelle chaîne RTL en Hongrie en complément de RTL Klub pour pouvoir mieux concurrencer sa rivale TV2. 
En avril 2012, Magyar RTL Televízió annonce qu'il lancera RTL II en septembre ou octobre. Les téléspectateurs de RTL Klub découvrent en juillet une campagne de promotion composée des phrases suivantes : La vie est belle, le ciel est bleu, l'herbe est verte, sans que ne soit mentionné ce à quoi ces annonces se rapportent.[réf. nécessaire] En septembre, il est finalement révélé que cette campagne de publicité annonce l'arrivée de RTL II, la nouvelle chaîne de télévision commerciale qui démarre ses programmes le 1er octobre 2012 en remplacement de Reflektor TV.[réf. nécessaire].

## Identités visuelles

Logo jusqu'en octobre 2022.
Logo depuis octobre 2022.

## Organisation

### Dirigeants
Directeur général :
- Dirk Gerkens

Directeur général adjoint :
- Róbert Ákos

Directeur des programmes :
- Péter Kolosi

### Capital
RTL II est éditée par Magyar RTL Televízió Rt. (M-RTL Rt.), société détenue à 100 % par CLT-UFA S.A., filiale à 99,7 % de RTL Group. 

## Programmes
RTL II diffuse un programme de divertissement familial, ciblant plus particulièrement le public féminin, et composé de séries américaines, de telenovelas et d'émissions comme Legyen ön is milliomos! ou Szombat esti láz qui ont été déplacées de RTL Klub vers RTL II.

### Audiences
L'audience mesurée de RTL II en 2013 est de 1,5 %.